# Andreas Mokros
Andreas Mokros (* 1974 in Schwerte) ist ein deutscher Psychologe.

## Leben
Er studierte Psychologie an der Ruhr-Universität Bochum (Dipl.-Psych., 2007) und an der University of Liverpool (M.Sc. in Investigative Psychology, 1999), jeweils mit Auszeichnung
Stipendiat der Studienstiftung des Deutschen Volkes (1995–1999 und 2001–2003). Nach der Promotion zum Dr. phil. im Fach Psychologie an der Universität Wuppertal (2007, summa cum laude) und der Lehrbefähigung (Dr. habil. 2013) und Lehrbefugnis (Privatdozent) für das Fach Psychologie an der Universität Regensburg (2013–2017) lehrt er seit 2017 als Professor (W3) für Persönlichkeitspsychologie, Diagnostik und Beratung (Änderung der Denomination der Professur zu „Persönlichkeits-, Rechtspsychologie und Diagnostik“ im August 2019) an der FernUniversität in Hagen. Seit März 2023 steht Andreas Mokros der Fakultät für Psychologie als Dekan vor. Er war Stationspsychologe im psychiatrischen Maßregelvollzug am WZFP Lippstadt-Eickelborn (2003–2004, in Vollzeit) bzw. am Bezirksklinikum Regensburg (2004–2011, in Teilzeit). Wissenschaftlicher Mitarbeiter war er in der Abteilung für Forensische Psychiatrie in Regensburg (2004–2011). Qualitäts- und Forschungsbeauftragter war er an der Klinik für Forensische Psychiatrie der Psychiatrischen Universitätsklinik Zürich (2011–2017). Er wurde Fachpsychologe für Rechtspsychologie (Föderation der Schweizer Psychologinnen und Psychologen, 2016).

## Schriften (Auswahl)
- Die Struktur der Zusammenhänge von Tatbegehungsmerkmalen und Persönlichkeitseigenschaften bei Sexualstraftätern. Frankfurt am Main 2007, ISBN 3-86676-010-8.